# Кемеровський обласний театр ляльок імені Аркадія Гайдара
Кемеровський обласний театр ляльок імені Аркадія Гайдара (рос. Кемеровский областной театр кукол имени Аркадия Гайдара) — обласний ляльковий театр у місті Кемерово (Росія); один з найстаріших театрів Кузбасу, культурний осередок міста.
Заклад носить ім'я російського радянського дитячого письменника А. П. Гайдара.

## Загальні дані
Кемеровський обласний театр ляльок імені Аркадія Гайдара розташований за адресою:
вул. Вєсенняя (Весняна), буд. 18, м. Кемерово—650000 (Росія).
Розміри сцени — 4,11 м х 5,6 м х 4,9 м. 
Директор і художній керівник закладу — Дмитро Сергійович Вихрецький.

## З історії та сьогодення
Кемеровський обласний театр ляльок імені Аркадія Гайдара веде свою історію разом з Новокузнецьким ляльковим театром, і був створений під час Німецько-радянської війни — 8 лютого 1942 року. 
Із початком війни Новосибірський театр «Красный факел» був тимчасово переведений до міста Сталінська (зараз Новокузнецьк). У лютому 1942 року група артистів цього театру показала дитячий ляльковий спектакль — казку-оперу «Волк и семеро козлят» (постановка Д. Крамської). Із учасників цього спектаклю була організована самостійна «дитяча група», якій 9 липня того ж (1942) року згідно з розпорядженням Новосибірської обласної Ради депутатів трудящих (Кемеровської області тоді ще не було) було присвоєно статус театру. 
У перші роки існування колективу він вів «кочовий» образ життя. І нарешті у вересні 1953 року театр відмітив уводини в будівлі по вулиці Кірова міста Новокузнецька. 
За 8 років, у 1961 році основна частина трупи переїхала до міста Кемерово, і театр відкрився у житловому будинку № 18 по вулиці Весняній.
У 1999 році Кемеровський обласний театр ляльок імені Аркадія Гайдара був одним з активних учасників створення Товариства-об'єднання театрів ляльок Сибіру в рамках міжрегіональної асоціації «Сибирское соглашение».
Від 2001 року головним режисером театру є Дмитро Сергійович Вихрецький, а 2004 року він же зайняв і посаду директора. 
У 2005 році було здійснено реконструкцію приміщення театру.

## З репертуару та діяльності
Загалом за роки роботи Кемеровського обласного театру ляльок імені Аркадія Гайдара було поставлено близько 300 спектаклів. 
Театр веде пошук нових методів спілкування з глядачем, здійснюючи постановки вистав як для дітей, так і для дорослих, з використанням різних засобів художньої виразності. У репертуарі кемеровських лялькарів постановки для глядачів від 2 років. Розвиваються традиції родинного відвідання театру. 
Спектаклі Кемеровського лялькового театру відмічені різними призами на російських і міжнародних фестивалях. Так, виставу «Пер Гюнт» у постановці Д. Вихрецького візначили преміями II регіонального фестивалю театрів ляльок Сибіру в Новокузнецьку («Золотой Петрушка», «За лучшую режисуру», 2002), фестивалю «Сибирский кот» (у номінації «Найкращий спектакль», 2008), спецпремією СТД РФ, а 2004 року цей спектакль показали членам Національного Ібсенівського комітету за запрошенням Посольства Норвегії в РФ.
Кемеровський обласний театр ляльок імені Аркадія Гайдара виступав з гастролями у Москві, Алмати, Бішкеку, Ташкенті, Барнаулі, Омську, Томську, Новосибірську.

## Джерело-посилання
- Кемеровський обласний театр ляльок імені Аркадія Гайдара[недоступне посилання з липня 2019] на Енциклопедія «Театральная Россия» (електронна версія) (рос.)